# نورس قزويني
نورس قزويني (الاسم العلمي: Larus cachinnans) (بالإنجليزية: Caspian Gull)‏ هو نوع من الطيور يتبع جنس النورس من الفصيلة النورسية. يكثر وجوده بألوانه البيضاء والرمادية الناصعة في فصل الشتاء. ويشمل طعام هذا الطائر الذي يكنس الشواطئ بحثاً عن الغذاء كل شيء تقريباً بدءاً بما يمكن أن يلقيه الصيادون وانتهاءً بالأسماك لصغيرة الحية التي يتم اصطيادها من البحر.

## معرض صور

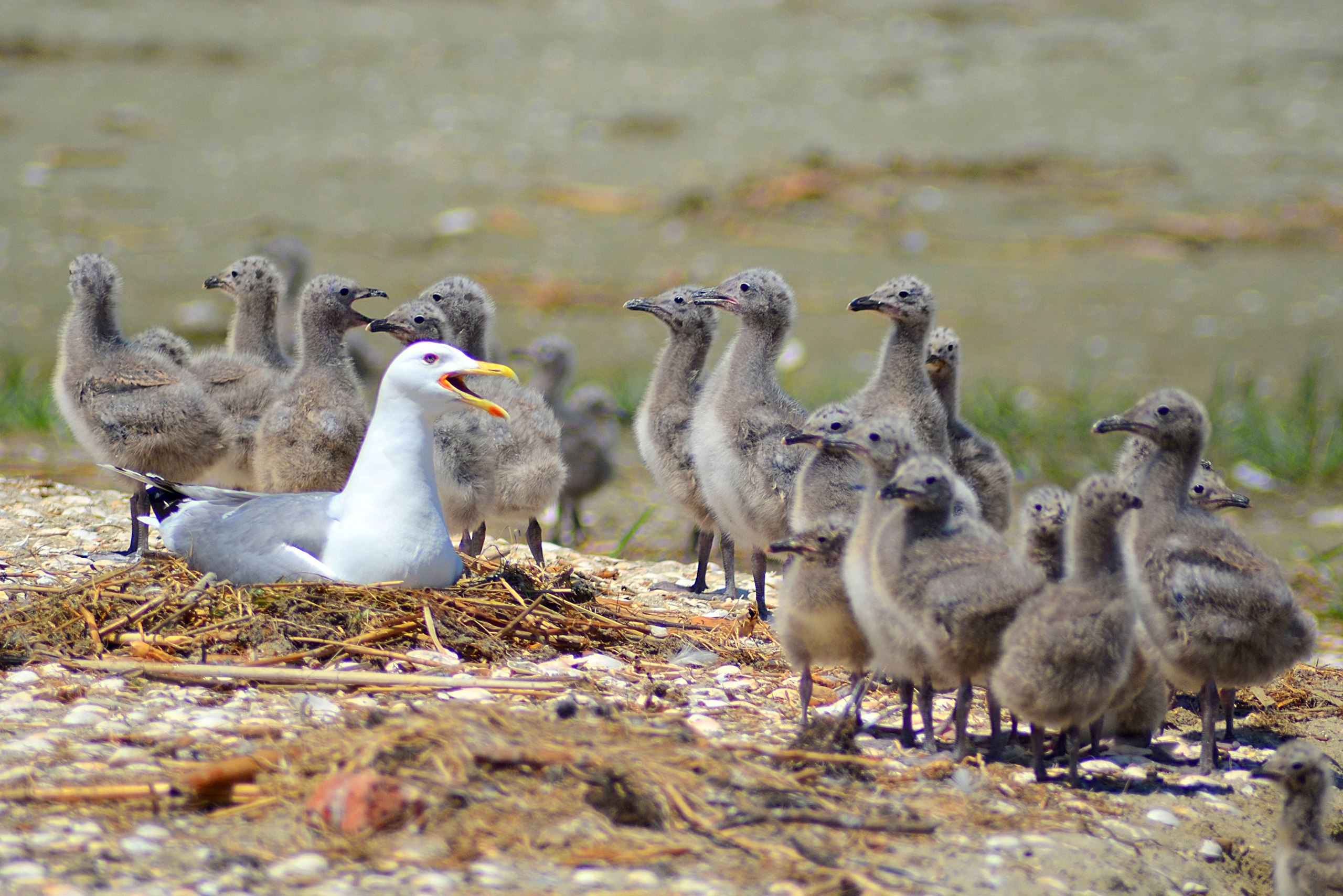
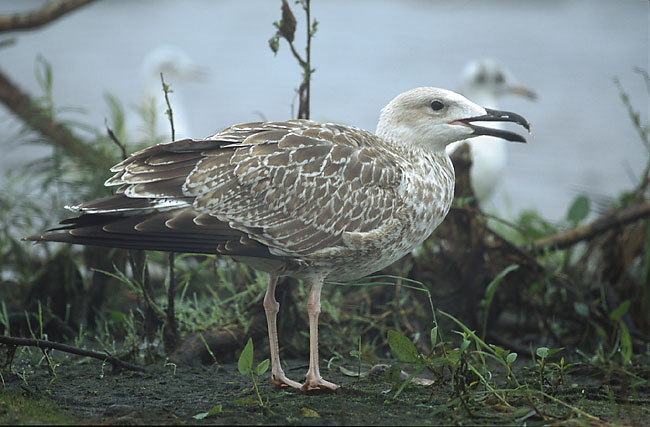
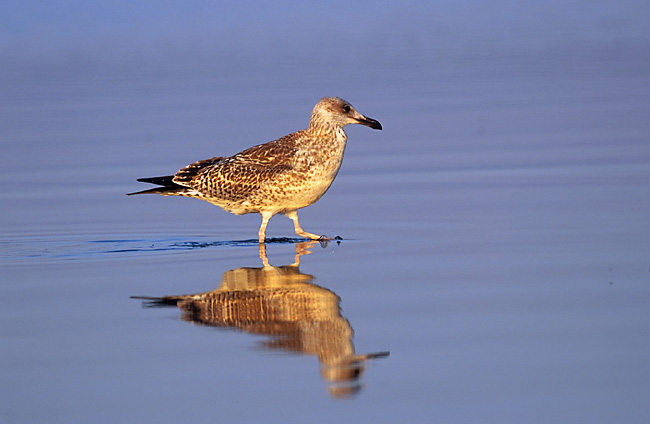

## وصلات خارجية
- الحيوان البري في البلاد العربية من الموسوعة العربية العالمية
- موقع طيور الكويت فيه صور لطائر الهدهد في الكويت وغيره من الطيور